# Matty Cash
Matty Cash, właśc. Matthew Stuart Cash (ur. 7 sierpnia 1997 w Slough) – angielsko-polski piłkarz, występujący na pozycji obrońcy w angielskim klubie Aston Villa oraz w reprezentacji Polski. Uczestnik Mistrzostw Świata 2022.

## Pochodzenie
Cash urodził się w Slough jako syn angielskiego piłkarza – Stuarta Casha i Barbary z domu Tomaszewskiej, córki polskich emigrantów – Ryszarda (ur. 1936, zm. 2009) pochodzącego ze Stanisławowa (w latach 1919–1939 w granicach Polski) i Janiny (ur. 1944) pochodzącej z Brańska w województwie podlaskim.
Jego dziadek, Ryszard Tomaszewski (zm. 2009), wraz z dwiema siostrami i matką został w 1940 deportowany przez Rosjan z terenów II Rzeczypospolitej na Syberię. Na zesłaniu spędzili oni niemal dwa lata, a następnie, w wyniku układu Sikorski-Majski odnośnie do przetrzymywanych tam Polaków, zostali uwolnieni i wyruszyli w drogę ku poszukiwaniu miejsca do życia. Ich podróż wiodła między innymi przez Iran i Indie, a ostatecznie rodzina dotarła do Tanganiki, gdzie zamieszkała w stałym polskim osiedlu osadniczym. W 1948 na pokładzie statku RMS Scythia, płynącego z kenijskiej Mombasy, do Liverpoolu, Tomaszewski wraz z siostrami wyemigrował do Wielkiej Brytanii. W 1964 poznał tam swoją żonę Janinę, a w 1967 na świat przyszła ich córka Barbara, matka Matthew Casha. W 1974 dziadkowie Casha otrzymali brytyjskie obywatelstwo. Ryszard był inżynierem w fabryce, zaś Janina, pielęgniarką. We wrześniu 2021 Matthew Cash złożył wniosek o potwierdzenie polskiego obywatelstwa, co nastąpiło 26 października 2021, na zasadzie ius sanguinis.

## Kariera klubowa

### Początki
Karierę rozpoczynał w 2010 w akademii angielskiego klubu Wycombe Wanderers. W 2012 z powodu problemów finansowych klubu opuścił zespół i dołączył do drużyny FAB Academy, gdzie spędził szesnaście miesięcy, występując tam w latach 2013–2014.

### Nottingham Forest
W październiku 2014 trafił do Nottingham Forrest. W 2016 został włączony do pierwszego zespołu.

### Dagenham & Redbridge (wyp.)
4 marca 2016 został wypożyczony na miesiąc do występującego w League Two, klubu Dagenham & Redbridge, gdzie rozegrał swoje pierwsze mecze w seniorskiej karierze. 12 marca 2016 w przegranym 1:3 meczu z Hartlepool United strzelił swoją pierwszą bramkę w karierze. W barwach Dagenham rozegrał 12 meczów, w których zdobył 3 bramki i zanotował 3 asysty.

### Powrót do Nottingham Forest
Po okresie wypożyczenia powrócił na City Ground i 5 sierpnia 2016 podpisał nowy trzyletni profesjonalny kontrakt z Nottingham Forest, obowiązujący do 2019. Dzień później, 6 sierpnia 2016 zadebiutował w pierwszym zespole wychodząc w podstawowym składzie na mecz 1. kolejki Championship z Burton Albion, zakończony zwycięstwem jego drużyny 4:3. 20 sierpnia, w 4. kolejce przeciwko Wighan Athletic, rozegrał całe spotkanie i zanotował asystę przy bramce Olivera Burke na 3:2. Spotkanie ostatecznie zakończyło się zwycięstwem Forest 4:3. 11 września, w 6. kolejce podczas zremisowanego 2:2 meczu z Aston Villą, doznał kontuzji złamania kości piszczelowej, która wykluczyła go z gry na trzy miesiące. Do gry powrócił 25 listopada, wchodząc na boisko w 79 minucie ligowego meczu z Barnsley, wygranego 5:2. 3 marca 2017 przedłużył kontrakt z klubem do 2021.
Przed rozpoczęciem sezonu 2017/2018 zamienił numer 41, z którym dotychczas występował na 14. W przedsezonowym meczu towarzyskim z Gironą doznał kontuzji, która wykluczyła go z występów na ok. 3 miesiące. Na boisko powrócił 26 listopada 2017 w meczu z Cardiff City (0:2). 24 lutego 2018 w wygranym 5:2 meczu z Queens Park Rangers zdobył swoją pierwszą bramkę dla Nottingham Forest. Do siatki trafił również w następnym meczu Championship, 3 marca przeciwko Birmingham City. 3 sierpnia 2019 w otwierającym sezon 2019/2020 meczu 1. kolejki Championship z West Bromwich Albion (1:2), zdobył pierwszą bramkę dla Nottingham. W trakcie sezonu trener, Sabri Lamouchi, ze względu na kontuzje Tendayia Darikwy, a później Carla Jenkinsona, zaczął wystawiać Casha na pozycji prawego obrońcy. Z czasem Cash wywalczył sobie miejsce na prawej obronie zbierając dobre recenzje, co przełożyło się na pierwsze doniesienia medialne o możliwości reprezentowania przez niego polskiej drużyny narodowej. W listopadzie 2019 podpisał nowy trzyipółletni kontrakt z Nottingham Forest.

12 sierpnia 2020 kibice wybrali go najlepszym piłkarzem sezonu 2019/2020 w Nottingham Forest. Jako piłkarz Nottingham rozegrał łącznie 141 meczów zdobywając w nich 13 bramek i notując 14 asyst. 

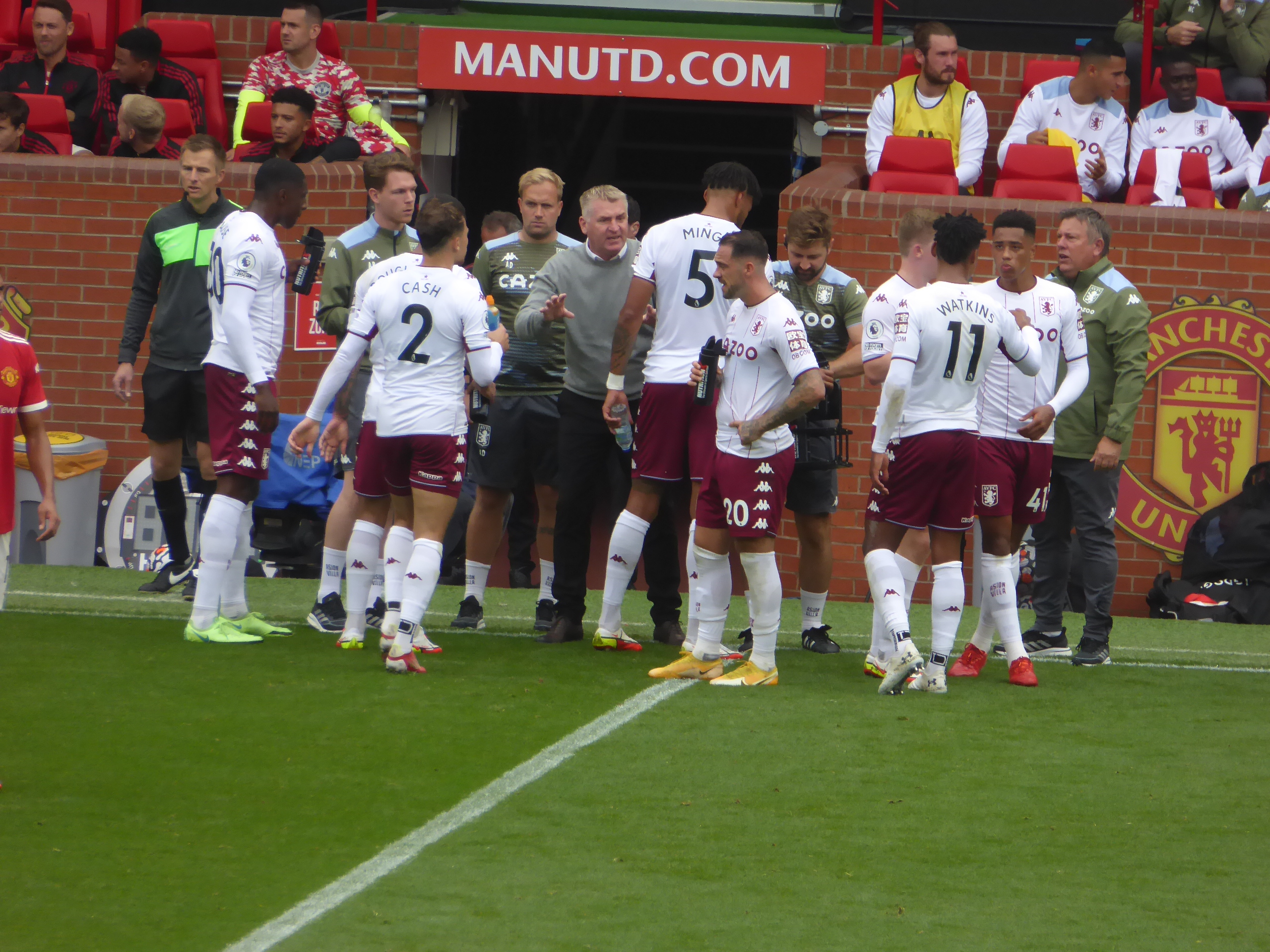
Matty Cash (z numerem 2) jako piłkarz Aston Villi na Old Trafford podczas meczu Premier League z Manchesterem United (2021)

### Aston Villa
3 września 2020 podpisał pięcioletni kontrakt z angielskim klubem Aston Villa, występującym w rozgrywkach Premier League. Kwota transferu według mediów oscylowała w granicach 16 milionów funtów.
W klubie zadebiutował 21 września 2020 w domowym spotkaniu z Sheffield United (1:0). Cash rozegrał całe spotkanie, notując jednocześnie debiut na poziomie angielskiej Premier League. 30 listopada w meczu z West Hamem United, zanotował asystę przy bramce Jacka Grealisha na 1:1, a 28 grudnia zaliczył asystę przy dającym remis 1:1 trafieniu Anwara El Ghaziego z Chelsea na Stamford Bridge.
18 września 2021 w wygranym 3:0 meczu z Evertonem zdobył swoją pierwszą bramkę w Premier League. 22 września 2021 zanotował asystę przy bramce Camerona Archera w meczu Pucharu Ligi Angielskiej przeciwko Chelsea. W trakcie spotkania, kibice Aston Villi nawiązując do wielokrotnego reprezentanta Brazylii, okrzyknęli go przydomkiem Polish Cafu (pol. Polski Cafu), intonując przyśpiewkę na jego cześć. W kolejnych meczach na trybunach Villa Park pojawiła się polska flaga z przydomkiem obrońcy.

## Kariera reprezentacyjna

### Polska
W 2019 Matthew Cash zadeklarował chęć gry w reprezentacji Polski w piłce nożnej, zapewniając o przywiązaniu do polskich korzeni. W 2021 po potwierdzeniu obywatelstwa polskiego, został on oficjalnie uprawniony do występów w drużynie narodowej. 
1 listopada 2021 selekcjoner Paulo Sousa powołał go do reprezentacji Polski na mecze eliminacji Mistrzostw Świata 2022 z Andorą i Węgrami.
Zadebiutował 12 listopada 2021 w wygranym 4:1 meczu z Andorą. Pierwszego gola w reprezentacji Polski zdobył 11 czerwca 2022 podczas wyjazdowego meczu przeciwko Holandii.
12 listopada 2022 został powołany na Mistrzostwa Świata 2022, na turnieju zagrał 4 mecze (Polska wyszła z grupy, w 1/8 finału odpadła z Francją).
W maju 2024 selekcjoner kadry Michał Probierz pominął Casha w powołaniach na Mistrzostwa Europy 2024, argumentując to lekkim urazem piłkarza i dobrą formą innego zawodnika Michała Skórasia.

## Statystyki kariery reprezentacyjnej
(aktualne na dzień 10 czerwca 2025)
| Reprezentacja | Rok  | Mecze | Bramki |
| ------------- | ---- | ----- | ------ |
| Polska        | 2021 | 2     | 0      |
| Polska        | 2022 | 9     | 1      |
| Polska        | 2023 | 3     | 0      |
| Polska        | 2024 | 1     | 0      |
| Polska        | 2025 | 4     | 1      |
| Suma          | Suma | 19    | 2      |

| Mecze i gole w reprezentacji | Mecze i gole w reprezentacji | Mecze i gole w reprezentacji | Mecze i gole w reprezentacji | Mecze i gole w reprezentacji | Mecze i gole w reprezentacji | Mecze i gole w reprezentacji  |
| Lp.                          | Data                         | Miejsce                      | Przeciwnik                   | Gol                          | Wynik                        | Rozgrywki                     |
| ---------------------------- | ---------------------------- | ---------------------------- | ---------------------------- | ---------------------------- | ---------------------------- | ----------------------------- |
| 1.                           | 12.11.2021                   | Andora, Andora               | Andora                       |                              | 4:1                          | el. MŚ 2022                   |
| 2.                           | 15.11.2021                   | Warszawa, Polska             | Węgry                        |                              | 1:2                          | el. MŚ 2022                   |
| 3.                           | 24.03.2022                   | Glasgow, Szkocja             | Szkocja                      |                              | 1:1                          | towarzyski                    |
| 4.                           | 29.03.2022                   | Chorzów, Polska              | Szwecja                      |                              | 2:0                          | el. MŚ 2022 (finał baraży)    |
| 5.                           | 08.06.2022                   | Bruksela, Belgia             | Belgia                       |                              | 1:6                          | LN 2022/2023                  |
| 6.                           | 11.06.2022                   | Rotterdam, Holandia          | Holandia                     | Gol                          | 2:2                          | LN 2022/2023                  |
| 7.                           | 14.06.2022                   | Warszawa, Polska             | Belgia                       |                              | 0:1                          | LN 2022/2023                  |
| 8.                           | 22.11.2022                   | Doha, Katar                  | Meksyk                       |                              | 0:0                          | MŚ 2022                       |
| 9.                           | 26.11.2022                   | Ar-Rajjan, Katar             | Arabia Saudyjska             |                              | 2:0                          | MŚ 2022                       |
| 10.                          | 30.11.2022                   | Doha, Katar                  | Argentyna                    |                              | 0:2                          | MŚ 2022                       |
| 11.                          | 04.12.2022                   | Doha, Katar                  | Francja                      |                              | 1:3                          | MŚ 2022                       |
| 12.                          | 24.03.2023                   | Praga, Czechy                | Czechy                       |                              | 1:3                          | el. ME 2024                   |
| 13.                          | 10.09.2023                   | Tirana, Albania              | Albania                      |                              | 0:2                          | el. ME 2024                   |
| 14.                          | 12.10.2023                   | Thorshavn, Wyspy Owcze       | Wyspy Owcze                  |                              | 2:0                          | el. ME 2024                   |
| 15.                          | 21.03.2024                   | Warszawa, Polska             | Estonia                      |                              | 5:1                          | el. ME 2024 (półfinał baraży) |
| 16.                          | 21.03.2025                   | Warszawa, Polska             | Litwa                        |                              | 1:0                          | el. MŚ 2026                   |
| 17.                          | 24.03.2025                   | Warszawa, Polska             | Malta                        |                              | 2:0                          | el. MŚ 2026                   |
| 18.                          | 06.06.2025                   | Chorzów, Polska              | Mołdawia                     | Gol                          | 2:0                          | towarzyski                    |
| 19.                          | 10.06.2025                   | Helsinki, Finlandia          | Finlandia                    |                              | 1:2                          | el. MŚ 2026                   |

## Życie prywatne
Jego brat – Adam, również jest piłkarzem. Ma także siostrę Hannah.